# Сірецел (комуна)
Сірецел (рум. Sirețel) — комуна у повіті Ясси в Румунії. До складу комуни входять такі села (дані про населення за 2002 рік):
- Березлоджі (275 осіб)
- Сату-Ноу (163 особи)
- Слобозія (576 осіб)
- Сірецел (2201 особа)
- Хумосу (799 осіб)

Комуна розташована на відстані 331 км на північ від Бухареста, 70 км на захід від Ясс.

## Населення
За даними перепису населення 2002 року у комуні проживали 4014 осіб.
Національний склад населення комуни:
| Національність | Кількість осіб | Відсоток |
| -------------- | -------------- | -------- |
| румуни         | 4009           | 99,9%    |
| цигани         | 5              | 0,1%     |

Рідною мовою назвали:
| Мова      | Кількість осіб | Відсоток |
| --------- | -------------- | -------- |
| румунська | 4009           | 99,9%    |
| циганська | 5              | 0,1%     |

Склад населення комуни за віросповіданням:
| Релігія       | Кількість осіб | Відсоток |
| ------------- | -------------- | -------- |
| православні   | 4013           | > 99,9%  |
| п'ятдесятники | 1              | < 0,1%   |